# Ambasciatori austriaci in Iran
L'ambasciatore austriaco in Iran è il primo rappresentante diplomatico dell'Austria (già dell'Impero austro-ungarico) in Iran (già Impero persiano). Le relazioni diplomatiche tra i due paesi ebbero inizio nel 1872.

## Impero austro-ungarico
- 1872–1877: Viktor Dubský von Třebomyslice
- 1878-1883: Karl Załuski
- 1883-1887: Gustav von Kosjek
- 1887-1889: Gustav von Thömmel
- 1890-1893: Siegmund Rosty von Barkocz
- 1894-1895: Franz Schiessl von Perstorf
- 1895-1901: Albert Eperjesy von Szàszváros
- 1901-1905: Arnold von Hammerstein Gesmold
- 1905-1906: Arthur von Rosthorn
- 1906-1910: Karl Feistmantel
- 1910-1911: Wladimir Radimsky
- 1911: Franz von Firmian
- 1911-1912: Eduard Otto
- 1912-1918: Hugo II Logothetti

## Repubblica austriaca
- 1924-1928: August Kral
- 1928-1933: Fritz Viktor Anton Ehlers

1938-1945: Interruzione delle relazioni diplomatiche, gestite direttamente dalla Germania nazista
1945-1952: Vacante
- 1952-1955: Erich Bielka
- 1955-1960: Eugen Buresch
- 1960-1966: Friedrich Riedl-Riedenstein
- 1966-1968: Franz Herbatschek
- 1968-1972: George Seyffertitz
- 1972-1977: Albert Filz
- 1977-1980: Christoph Cornaro
- 1980-1984: Johann Plattner
- 1984-1985: Adolf Hetzl
- 1985-1988: Manfred Kiepach
- 1988-1994: Herbert Traxl
- 1994-1997: Erich Buttenhauser
- 1997-2011: Heinrich Werner Ehrlich
- 2011-2013: Thomas M. Buchsbaum
- 2013-2017: Friedrich Stift
- 2017-2021: Stefan Scholz
- Dal 2021: Wolf Dietrich Heim